# Escuelas del Condado de Shelby (Alabama)
Las Escuelas del Condado de Shelby (Shelby County Schools) es un distrito escolar del Condado de Shelby, Alabama. Tiene su sede en Columbiana. El consejo escolar tiene un presidente, un vicepresidente, y tres miembros.

## Escuelas
Escuelas secundarias:
- Vincent Middle High School

Escuelas preparatorias:
- Calera High School
- Chelsea High School
- Montevallo High School
- Oak Mountain High School
- Pelham High School
- Shelby County High School